# Jean Decoux

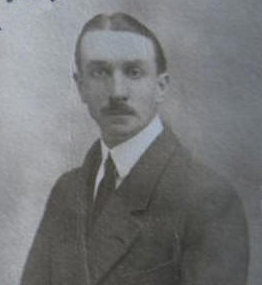
Jean Decoux in 1919

Jean Decoux (Bordeaux, 5 mei 1884 – Parijs, 21 oktober 1963) was de Franse gouverneur-generaal van Frans Indo-China van 1940 en 1945 en vertegenwoordigde daar Vichy-Frankrijk.

## Biografie
Decoux trad in 1901 toe tot de École navale en werd in 1903 bevorderd tot cadet tweede klas en snel daarna tot cadet eerste klas. In 1906 werd hij bevorderd tot enseigne de vaisseau, in 1913 tot lieutenant de vaisseau, in 1920 tot capitaine de corvette, in 1923 tot capitaine de frégate, in 1929 tot capitaine de vaisseau en in 1935 tot contre-amiral. In 1939 werd Decoux bevorderd tot viceadmiraal.
Op 13 januari 1939 werd Decoux benoemd tot bevelhebber van de zeestrijdkrachten in het Verre Oosten. Op 25 juni 1940 werd Decoux benoemd tot gouverneur-generaal van Frans Indo-China ter vervanging van generaal Georges Catroux.
Decoux ontving vroeg in augustus 1940 eisen van de Japanners voor doorgang van Japanse troepen door Tonkin (later Vietnam) om er luchtmachtbases te bouwen en de geallieerde route naar China te blokkeren. Decoux vroeg hulp van het Vichy-regime, maar ontving geen hulp en tekende hierdoor op 20 september 1940 een verdrag. Het verdrag opende de haven Haiphong voor de Japanners en het recht om een troepenmacht in het gebied op te bouwen.
Decoux probeerde ook de relaties tussen Franse kolonisten en Vietnamezen te verbeteren door een Grote Federale Raad op te richten waarin meer Vietnamezen zaten dan Fransen. Ook benoemde hij Vietnamezen in het ambtenarenkorps en betaalde ze hetzelfde als Franse ambtenaren. Hij dwong discriminerende wetten af tegen gaullisten en vrijmetselaars, maar ook de antisemitische Statut des juifs werd door Decoux ingevoerd. Op 9 maart 1945 namen de Japanners de controle over van het koloniaal bestuur en verdrongen Decoux en vestigden het Keizerrijk Vietnam.
Decoux werd na de oorlog gearresteerd en berecht, maar niet veroordeeld. Decoux werd in 1949 hersteld in zijn rang en rechten. Hij schreef later het boek A la barre de l'Indochine.